# Dendronephthya rubescens
Dendronephthya rubescens är en korallart som beskrevs av Harrison 1908. Dendronephthya rubescens ingår i släktet Dendronephthya och familjen Nephtheidae. Inga underarter finns listade i Catalogue of Life.